# Henryk Jasiczek
Henryk Jasiczek (ur. 2 marca 1919 w Kottingbrunn, zm. 8 grudnia 1976 w Czeskim Cieszynie) – polski dziennikarz, poeta, pisarz oraz działacz społeczno-narodowy z Zaolzia. Uznawany za jednego z najważniejszych polskich pisarzy na Zaolziu po II wojnie światowej, należy do najbardziej popularnych poetów tego regionu.

## Życiorys
Urodził się w Kottingbrunn w pobliżu Wiednia, w Austrii. Dzieciństwo spędził w Oldrzychowicach koło Trzyńca. Od 1934 uczył się ogrodnictwa w Trzyńcu, gdzie jak później wspominał był świadkiem najgorszej eksploatacji ludzi. W 1936 wdał się w bójkę z kierownikiem stając w obronie jednego ze swoich bitych kolegów. W konsekwencji ukończył szkołę ogrodniczą w Chrudimiu, a później pracował jako ogrodnik w Hradečnie. W 1938 powrócił na Zaolzie ale nie mógł tam znaleźć pracy. Od marca 1939 pracował w trzynieckiej hucie jako robotnik.
Podczas II wojny światowej zaangażował się w polski ruch oporu. Redagował polską podziemną gazetę oraz zajmował się dystrybucją. Po zakończeniu wojny przyłączył się do Komunistycznej Partii Czechosłowacji i został redaktorem naczelnym pisma "Głos Ludu" do roku 1957. Pisarz publikował w czasopismach dla polskich dzieci w Czechosłowacji oraz kulturalno-literackim czasopiśmie "Zwrot". Jasiczek był także aktywnym członkiem Polskiego Związku Kulturalno-Oświatowego, w którym od 1945 do 1968 kierował sekcją literacko-artystyczną.
Podczas praskiej wiosny, pisarz wspierał skrzydło partii komunistycznej, opowiadające się za reformami. Jego postawa oraz publiczne manifestowanie swoich poglądów doprowadziło do usunięcia go z życia publicznego w maju 1970 roku. Jasiczek ostatnie lata swojego życia spędził w osamotnieniu, zmuszony do pracy w drukarni jako korektor. Zmarł w 1976 w szpitalu w Czeskim Cieszynie.
W PRL informacje na temat Henryka Jasiczka podlegały cenzurze.  Jego twórczość objęto całkowitym zakazem publikacji. Zalecenia cenzorskie dotyczące jego osoby zanotował Tomasz Strzyżewski, który w swojej książce o peerelowskiej cenzurze opublikował notkę informacyjną z 1975 roku  Głównego Urzędu Kontroli Prasy, Publikacji i Widowisk. Wytyczne dla cenzorów głosiły: "W związku z antypolską i antysocjalistyczną postawą Henryka Jasiczka (...) nie należy dopuszczać do publikacji żadnych utworów tego pisarza ani też żadnych pozytywnych ocen jego twórczości.". Jego twórczość pisarska została upowszechniona w Polsce dopiero po 1989 r.
Bezpośrednio po zakończeniu wojny poezja Jasiczka skupiała się na problematyce społecznej. Później w swojej twórczości pisarz koncentrował się głównie na motywach ludowych oraz afirmacji przyrody regionu, w którym mieszkał. Wiele swoich wierszy poświęcił pięknu natury Beskidów, czego przykładem może być wiersz ze zbioru poezji Obuszkiem ciosane pt. Nie zdradzę. Pisał w języku polskim, gwarze cieszyńskiej oraz po czesku.

## Twórczość
- Rozmowy z ciszą (1948) – zbiór poezji
- Pochwała życia (1952)
- Gwiazdy nad Beskidem (1953) – zbiór poezji
- Obuszkiem ciosane (1955) – zbiór poezji
- Jaśminowe noce (1959) – zbiór poezji
- Humoreski beskidzkie (1959) – proza
- Poetyckie pozdrowienia (1961) – zbiór poezji czeskiej i słowackiej w tłumaczeniach
- Morze Czarne jest błękitne (1961) – reportaż z podróży
- Krásné jak housle (1962)
- Blizny pamięci (1963)
- Przywiozę ci krokodyla (1965) – reportaż z podróży
- Pokus o smír (1967)
- Baj, baju z mojego kraju (1968) – zbiór poezji dla dzieci
- Zamyślenie (1969)
- Smuga cienia (1981) – pośmiertny zbiór poezji
- Jak ten obłok (1990) – pośmiertny zbiór poezji
- Wiersze (2006) – pośmiertny zbiór poezji